# Стрекоза хвостатая
Стрекоза хвостатая, или белоноска толстохвостая, или стрекоза длиннохвостая, или белонос обыкновенный, или тонкохвост обыкновенный, или леукорриния длиннохвостая, или леукорриния толстобрюхая (лат. Leucorrhinia caudalis) — вид разнокрылых стрекоз из семейства настоящих стрекоз (Libellulidae).

## Описание
Длина 33—37 мм, брюшко 23—24 мм, заднее крыло 29—32 мм. Тело короткое и широкое, вздутое. VI и VIII сегменты брюшка сильно расширены. Нижняя губа чёрного цвета. Анальные придатки частично белого цвета. Основание задних крыльев имеет тёмное непрозрачное пятно. Передние крылья без тёмного базального пятна. Жилкование крыльев чёрное. У взрослых самцов птеростигма белого цвета, окружена толстыми чёрными жилками. Все тело самцов покрыт сизым налетом. У самок птеростигма буровато-чёрная. Сверху на тергитах брюшка имеются крупные ярко-жёлтые пятна.

## Ареал
Умеренная зона Европы до Восточного Приуралья включительно, верхнее Приобье, Прибайкалье. Редкий, локально распространённый вид.
На Украине это очень редкий вид. Зарегистрирован в Полесье, Западной Лесостепи, в Киевской, Полтавской и Харьковской областях. Вариация var. ornata на западе Украины встречается наряду с типичной формой.

## Биология
Время лёта: середина мая — середина июля. Предпочитает тёплые, хорошо освещаемые солнцем, густо заросшие озёра, пруды и старицы, обычно в лесных ландшафтах. Стрекозы любятсадиться и отдыхать на плавающих листьях водных растений. Самка во время откладывания летает кругами над поверхностью воды и время от времени опускает кончик брюшка в воду, выбрасывая яйца. Тело личинки широкое, короткое, с пестрым рисунком. Длина тела к концу своего развития достигает 18—20 мм. Обитают в водоёмах у берегов заросших водными растениями. Развитие длится 2 года.